# TGT Oil and Gas Services
TGT Oil and Gas Services (TGT Oilfield Services) — международная нефтесервисная компания, занимающаяся промыслово-геофизическими исследованиями, мониторингом месторождений углеводородов и геолого-гидродинамическим моделированием. Имеет представительства в более чем 15 странах, включая США, Канаду, Россию, Казахстан, Нигерию, Малайзию, Великобританию, Индонезию, Оман, Кувейт, Саудовскую Аравию, с головным офисом в г. Дубай, Объединённые Арабские Эмираты. В России технологический центр находится в Казани, другие офисы компании — в технопарке Сколково в Москве и в Усинске.

## История
Компания TGT Oil and Gas Services была основана в 1998 году в Казани А. М. Асланяном и Г. В. Васильевым. Многие из её экспертов являются выпускниками научной школы исследований и разработки нефтяных месторождений, созданной профессором Н. Н. Непримеровым в 50-х годах XX века.
В 2003 году компанией был получен первый международный контракт с Petroleum Development Oman и штаб-квартира и основная деятельность компании были перенесены из Казани в г. Маскат, Оман, а затем в Объединённые Арабские Эмираты, г. Дубай.
В 2011 году TGT Oil and Gas Services прошла финансовый и технический аудит и вошла в портфельный пакет Lime Rock Partners.
В 2011 году TGT Oil and Gas Services предложила ОАО «Татнефть» создать совместное предприятие по добыче остаточных запасов нефти и разработала проект по окончательной разработке Бавлинского месторождения. Компания предложила современные научно-практические методы по добыче ископаемого с возможным их тестированием на одном из участков месторождений ОАО «Татнефть».
В 2014 году компания представила свои ключевые разработки на международном форуме Open Innovations.
С 2013 года TGT Oil and Gas Services принимала активное участие в реализации проекта «Смарт Сити Казань». Компания планировала построить на предоставленной инвестиционной площадке свой научно-исследовательский центр. С 2013 по 2015 годы на площади в 5 га предполагалось строительство исследовательского центра и производственного Парка. В Парке планировалось расположить современные научные лаборатории, бизнес-гостиницу, производственные и складские помещения. Также международная компания планировала внести свой вклад в создание образовательного кластера, таким образом, предоставив возможность студентам, выпускникам и молодым специалистам проходить практику и получать новые знания на базе созданного Парка.
В конечном счёте идея создания собственного кампуса полноценно была реализована в 2015 году на подходящей площадке в Приволжском районе города Казани. 10 июня состоялось открытие Технологического центра на 350 рабочих мест, 100 из которых отведены под производственный комплекс.
В 2016 году Технологический Центр компании в рамках рабочего визита посетил президент республики Татарстан Р. Н. Минниханов.
TGT Oil and Gas Services имеет в России несколько дочерних предприятий: ООО «ТГТ Прайм», ООО «МИКС» (Магнитно Импульсные Каротажные Системы) и другие.
Компания ежегодно принимает участие в симпозиумах и выставках, проходящих в Новом Орлеане и Хьюстоне, США, в том числе в CERA Week. Выступает организатором ежегодной конференции по прикладному моделированию (WSAM), проводимой в г. Дубай, начиная с 2006 года. Является организатором и спонсором ежегодной студенческой конференции «Математическое моделирование и информационные технологии» (SMIT / СМИТ), проводимой в г. Казани с 2009 года. А также принимает участие в других выставках, семинарах, симпозиумах, проводимых в Москве, Уфе, Абу-Даби, Дубай, Джакарте и других городах.

## Производство и деятельность
Все основные технологии TGT Oil and Gas Services являются собственными разработками и запатентованы в России и за рубежом, НИОКР проекты компании имеют статус резидентства Инновационного Центра Сколково и Казанского ИТ Парка.
Компания производит комплексные исследования скважин, к которым относятся:
- оценка технического состояния скважин и скважинного оборудования (вертикальные, горизонтальные, с 2мя НКТ);
- определение распределения потоков флюида за колонной в нагнетательных и добывающих скважинах[19];
- определения пластового давления;
- проведение микросеточного гидродинамического моделирования с применением результатов ГИС с целью планирования боковых стволов, бурения новых скважин и прогнозов дебитов.

Технологии, разработанные TGT Oil and Gas Services:
- SNL — спектральная шумометрия;[20][21][22]
- HPT — высокоточная термометрия;[21][22]
- Termosim — программный комплекс, термогидродинамический симулятор, который рассчитывает температурные возмущения в стволе скважины и в любой точке от неё в породах, на разных режимах её работы и в разные моменты времени;
- EmPulse (прежний MID) — магнитно-импульсная дефектоскопия;[23][24]
- PLT — расширенный комплекс промысловых исследований;
- Автономный ИННК — автономный Импульсный Нейтрон-Нейтронный Каротаж;[25]
- LogViz — программное обеспечение для визуализации и анализа каротажных данных.